# مثقبية
تحت جنس المثقبيات تريبانوزون أو التريبانوسوما أو المثقبية (بالإنجليزية: Trypanosoma)‏ هي جنس من شعبة ذوات منشأ الحركة، وتعتبر أحادية التشعب ووحيدة الخلية من الطفيليات الأولية وأحد أنواع السوطيات. وتعني كلمة تريبانوسوما باليونانية (جسم ثاقب) بسبب حركته التي تشبه المثقب. تحتاج التريبانوسوما إلى أكثر من جسم عائل واحد لإكمال دورة حياتها وتنتقل من كائن حي لآخر عن طريق نواقل. وتنتقل غالبية الأنواع عن طريق اللافقاريات التي تتغذى على الدم، ولكن هناك آليات مختلفة بين الأنواع الأخرى. وتوجد التريبانوسوما في أمعاء اللافقريات، وفي الثدييات توجد في مجرى الدم أو داخل الخلايا.
المثقبيات تصيب مجموعة متنوعة من الفقاريات وتسبب له الأمراض، بما في ذلك الأمراض التي تُصيب الإنسان مثل: داء المثقبيات الأفريقي (مرض النوم) الذي يسببه المثقبية البروسية، وداء المثقبيات الأمريكي (داء شاغاس) التي تسببه المثقبيات الكروزية.

## التاريخ
كانت المثقبيات الأولى التي تم اكتشافها في سمك السلمون المرقط بواسطة غابرييل فالنتين سنة 1841. وتم تحديدها في وقت لاحق في الثدييات بعد 50-80 سنة. وأطلق دافيد غروبي عليها اسم تريبانوسوما سنة 1843